# Campionati mondiali di ginnastica artistica 2006 - Corpo libero femminile
La finale ad attrezzo al corpo libero dei 39° Campionati Mondiali si è svolta alla NRGi Arena di Aarhus, Danimarca.

## Vincitrici
| Oro            | Argento                 | Bronzo                 |
| Cheng Fei Cina | Jana Bieger Stati Uniti | Vanessa Ferrari Italia |

| Pos.    | Ginnasta          | Totale |
| ------- | ----------------- | ------ |
| Oro     | Cheng Fei         | 15.875 |
| Argento | Jana Bieger       | 15.550 |
| Bronzo  | Vanessa Ferrari   | 15.450 |
| 4       | Elizabeth Tweddle | 15.425 |
| 4       | Daiane dos Santos | 15.425 |
| 6       | Sandra Izbașa     | 15.375 |
| 7       | Natasha Kelley    | 15.300 |
| 8       | Laís Souza        | 14.750 |